# Фроммель, Карл Людвиг
Карл Людвиг Фроммель (29 апреля 1789? замок Биркенфельд (Наэ) — 6 февраля 1863, Испринген около Пфорцхайма, Баден) — германский живописец и гравёр ландшафтов, также гравёр по металлу и дереву.

## Биография
Карл Людвиг Фроммель родился в семье известного архитектора Вильгельма Фроммеля. С 1805 года изучал живопись и гравюру в Карлсруэ у Филиппа Якоба Беккера и придворного гравёра Кристиан Хальдеванга. В 1809 году отправился в Париж, где получил заказ от императрицы Жозефины на цикл больших ландшафтных акварелей из двенадцати картин. 

Pittoreskes Italien, 1840

С 1813 года жил в Италии: некоторое время в Риме, затем отправился на Сицилию. К 1817 году вернулся в Карлсруэ и по возвращении был 28-летнем возрасте назначен профессором живописи и медной гравюры в местной художественной школе, получив вскоре широкую известность своим творчеством. В 1818 году стал одним из основателей Художественно-промышленного общества Великого герцогства Баденского.
В 1824 году уехал в Лондон, где изучал новую технику гравюры по металлу, впервые применённую в 1820 году Чарльзом Хитом, и по возвращении стал содействовать её популяризации в Германии. С 1829 и до своей отставки в 1858 году были директором картинной галереи великого герцогства в Карлсруэ, организовав в 1829 году её переезд в новое здание и значительно расширив её фонды. После выхода на пенсию уехал в Баден-Баден.
Как художник он приобрёл известность преимущественно своими гравюрами, исполненными резцом и травлением. Наиболее известные из них — «Итальянский ландшафт с пастухами, играющими на свирелях», с К. Лоррена, виды Этны, Ариччьи близ Рима, Флоренции, Неаполя, Палермо, Рима и виллы д’Эсте в Тиволи. Довольно много ландшафтов Фроммеля, писанных масляными красками, были выставлены в картинной галерее Карлсруэ.